# Mellsjön (Offerdals socken, Jämtland, 706010-140125)
Mellsjön är en sjö i Krokoms kommun i Jämtland och ingår i Indalsälvens huvudavrinningsområde. Sjön har en area på 0,175 kvadratkilometer och ligger 348 meter över havet. Sjön avvattnas av vattendraget Rot-Nilsbäcken.
Sjön ligger 365 meter över havet och har Västsjöån som största tillflöde. Sjön avvattnas av Mellsjöån som rinner in i Ångsjön.

## Delavrinningsområde
Mellsjön ingår i det delavrinningsområde (705943-140177) som SMHI kallar för Utloppet av Mellsjön. Medelhöjden är 380 meter över havet och ytan är 2,53 kvadratkilometer. Räknas de 3 avrinningsområdena uppströms in blir den ackumulerade arean 25,01 kvadratkilometer. Rot-Nilsbäcken som avvattnar avrinningsområdet har biflödesordning 3, vilket innebär att vattnet flödar genom totalt 3 vattendrag innan det når havet efter 265 kilometer. Avrinningsområdet består mestadels av skog (84 procent). Avrinningsområdet har 0,17 kvadratkilometer vattenytor vilket ger det en sjöprocent på 6,7 procent.